# فيكتور جاونتلت
فيكتور جاونتلت (بالإنجليزية: Victor Gauntlett)‏ هو لاعب كرة مضرب جنوب أفريقي، ولد في 1884 في Dulwich ‏ في المملكة المتحدة، وتوفي في 12 فبراير 1949 في وايت بانك ‏ في جنوب أفريقيا.

## وصلات خارجية
- فيكتور جاونتلت على موقع رابطة محترفي التنس (الإنجليزية)
- فيكتور جاونتلت على موقع الاتحاد الدولي لكرة المضرب (الإنجليزية)
- فيكتور جاونتلت على موقع خلاصة التنس.كوم (الإنجليزية)
- فيكتور جاونتلت على موقع أوليمبيديا (الإنجليزية)